# Puerto Viejo (Chile)
Puerto Viejo es una pequeña localidad chilena de la comuna de Caldera, ubicada a 40 kilómetros al sur de la cabecera comunal. Está inserta en una bahía conformada por dos zonas: una menor, que es una caleta de pescadores, y otra mayor, que es una «toma» (ocupación ilegal de un determinado terreno en español chileno) de alrededor de dos mil casas. Un grupo reducido vive allí todo el año, pero principalmente es un lugar donde veranean y pasan sus fines de semana residentes de Copiapó y Caldera.
Antes de Caldera, Puerto Viejo fue el antiguo puerto de Copiapó hasta 1850, año en que se construyó el ferrocarril que uniera Caldera y Copiapó.
No cuenta con servicios turísticos ni con servicios básicos, y durante el verano es posible encontrar residentes temporales habitando el puerto, y también casas de gente de escasos recursos que se adueñó del lugar. Dentro de sus atracciones, las más destacadas son sus aguas turquesas, la pesca, la natación, el pícnic y su flora y fauna.
El puerto está ubicado geográficamente en la región de Atacama, a 40 kilómetros de Caldera y a 76 kilómetros al oeste de Copiapó.
Su clima es desértico con temperaturas homogéneas en la costa. La temperatura máxima promedio es de 18,4 °C y la mínima de 4,9 °C. Las precipitaciones son casi nulas pero con abundante nubosidad costera, con una máxima promedio de 14,8 mm.

## Tsunami de 2011

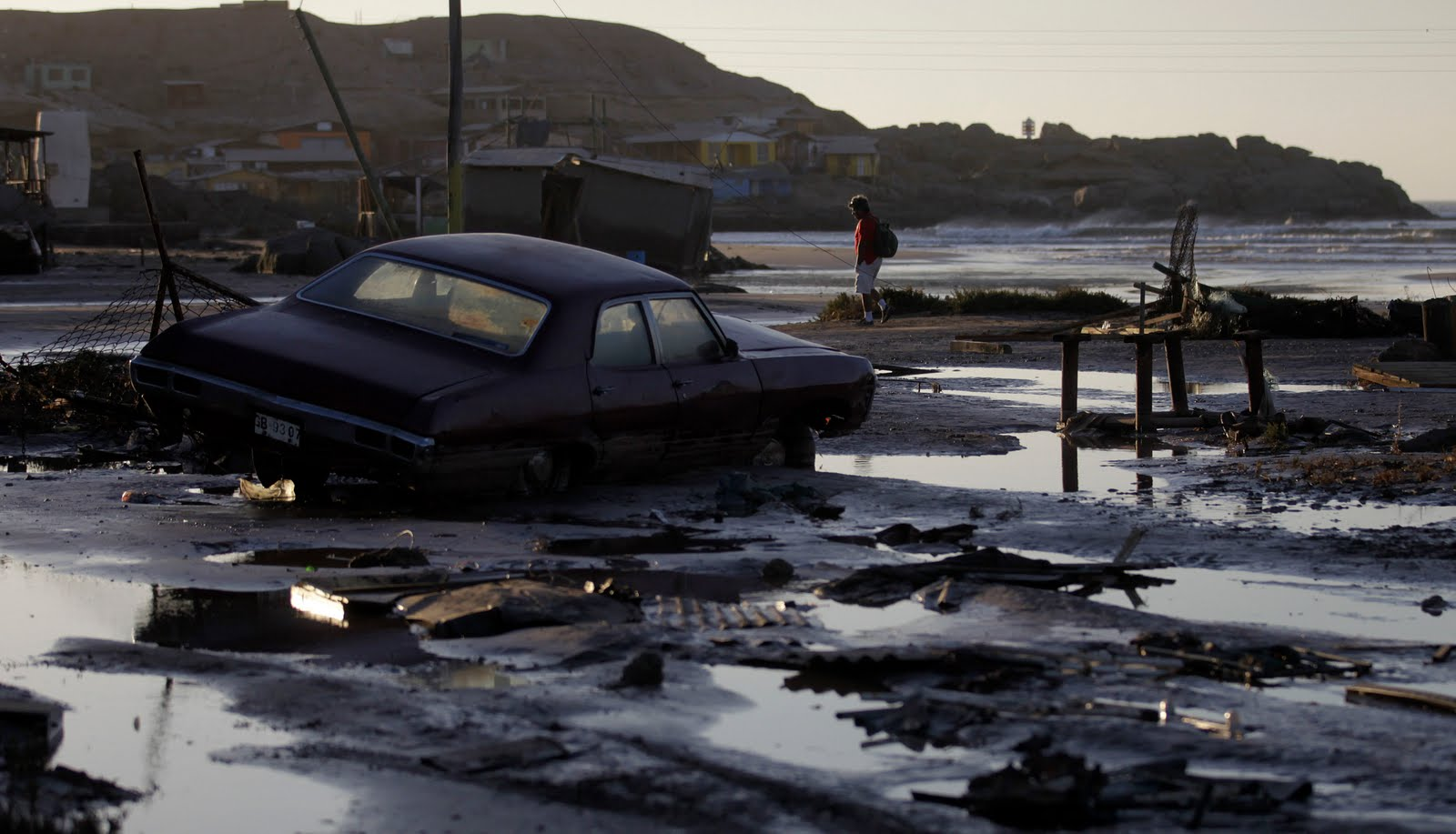
Puerto Viejo la mañana del 13 de marzo de 2011, luego del tsunami japonés.

Debido al tsunami proveniente de Japón provocado por el terremoto del 11 de marzo de 2011 que afectó a ese país, fueron destruidas 150 casas en el lugar donde se mantiene la ocupación de terrenos, las cuales eran mayoritariamente casas de veraneo construidas de material ligero, sin provocar desgracias personales. Las olas alcanzaron hasta 4 metros de altura en la localidad.